# Meero
Meero — фотокомпания со штаб-квартирой в Париже. Компания была основана в 2014 году Томасом Ребо и Гийомом Лестрейдом. Meero использует алгоритмы искусственного интеллекта и машинного обучения для оптимизации редактирования фотографий, а также выступает в качестве торговой площадки для фотографов со всего мира. В июне 2019 года Meero сообщила о 31 000 клиентов в 100 странах и 58 000 фотографов на платформе. 

## Технологии
Meero вложил средства в ИИ, способный обрабатывать фотографии за несколько секунд, тогда как для 60-минутной фотосессии требуется несколько часов редактирования.

## Финансирование
К сентябрю 2017 года Meero привлек 15 миллионов долларов в рамках финансирования серии A. Этот раунд финансирования возглавил Alven Capital при участии WhiteStar Capital и существующих инвесторов GFC и Aglae.
В июле 2018 года Meero завершила раунд финансирования серии B на 45 миллионов долларов под руководством Alven Capital.
Компания объявила о раунде финансирования серии C 19 июня 2019 года. Вливание капитала в размере 230 миллионов долларов США было проведено венчурными компаниями Eurazeo Growth и Prime Ventures при участии Avenir Growth, GR Capital, Global Founders Capital, Aglae Ventures, White Star Capital и Idinvest Partners.